# T-10 (czołg)
T10 (także Obiekt 730, do śmierci Józefa Stalina w 1953 jako IS-8) – ostatni czołg z serii sowieckich czołgów ciężkich IS. Najważniejsze cechy, które odróżniały go od jego poprzedników, IS-3 i wyprodukowanego w niewielkiej ilości IS-4, to dłuższy kadłub, siedem par kół nośnych zamiast sześciu, większa wieża z nową armatą i przedmuchiwaczem lufy, ulepszony silnik Diesla i wzmocniony pancerz. Ogólne osiągi były zbliżone, jednak T-10 mógł zabrać więcej amunicji. Pierwszą wersję produkowano w latach 1954-1957. Dzielona amunicja powodowała niewielką szybkostrzelność (3-4 pociski/min). W toku prac nad projektem czołg był oznaczany też jako IS-9 oraz IS-10.

## Historia
Mobilny charakter działań wojennych podczas II wojny światowej wykazał wady powolnych czołgów ciężkich. Podczas walk na terenie Polski i natarcia na Berlin, dywizje pancerne i zmechanizowane zostały podzielone, gdyż czołgi ciężkie nie nadążały za mobilnymi T-34. Sowieci kontynuowali produkcję czołgów ciężkich jako część zimnowojennego wyścigu zbrojeń (jako przeciwwagę dla amerykańskich M103 i brytyjskich Conqueror), lecz już bardziej wszechstronne sowieckie czołgi średnie/podstawowe T-54 i T-62 posiadały opancerzenie i uzbrojenie porównywalne z T-10.
W latach 60. XX wieku, Rosjanie przyjęli doktrynę czołgu podstawowego i zaczęli zastępować czołgi ciężkie mobilnymi czołgami podstawowymi. W późnych latach 60. samodzielne bataliony czołgów ciężkich zostały przezbrojone na bardziej zaawansowane technologicznie czołgi T-64 a dekadę później także T-80. W tym czasie regularne jednostki pancerne i zmechanizowane zostały wyposażone w mniej zaawansowane (i mniej kosztowne) czołgi T-55 i T-72. Produkcja T-10 została wstrzymana w roku 1966, a projekty przyszłych czołgów ciężkich, takich jak wyposażony w automat ładowniczy i uzbrojony w armatę 130 mm Obiekt 770 zostały wstrzymane.
W latach 70. kierowane pociski przeciwpancerne (PPK) upowszechniły się na polach bitew i skutecznie zastąpiły wielkokalibrowe, dalekosiężne działa w jakie wyposażone były czołgi ciężkie. Do użytku zaczęły wchodzić lekkie, zaawansowane opancerzenie typu Chobham oraz dodatkowe opancerzenie reaktywne, które gwarantowało czołgom podstawowym znaczną ochronę bez ograniczenia ich manewrowości.

Starcia wojny sześciodniowej, między innymi pod Rafah, jedynie unaoczniły to, co dowództwo Armii Radzieckiej już wiedziało, a mianowicie że czas czołgów ciężkich minął.

W 1967 r. T-10 zostały wycofane ze służby pierwszoliniowej, w latach 70. i 80. XX wieku przewidywano dla nich rolę niszczycieli czołgów oraz nieruchomych punktów ogniowych broniących strategicznych punktów na drugiej linii frontu. Ostatecznie T-10 został wykreślony ze stanu Armii Rosyjskiej w roku 1993.
Według starszych źródeł maszyny te sprzedano do Egiptu i Syrii, jednak brak na to potwierdzenia.

## Wersje
- IS-8/T-10 (Obiekt 730) – (od 1954) pierwsza wersja czołgu, po śmierci Józefa Stalina nazwa została zmieniona na T-10[3].
- T-10A (Obiekt 730A) – (1956 – 1957) wersja z jednopłaszczyznowym stabilizatorem armaty[3]
- T-10B (Obiekt 730B) – (1957 – 1958) wersja z dwupłaszczyznowym stabilizatorem armaty[3]
  - T-10BK (Obiekt 730BK) – (1957) wersja dowódcza T-10B[3]
- T-10M (Obiekt 734 oraz Obiekt 272) – (od 1957) wersja z nową armatą M-62-T2 L/43 kal. 122 mm, dwupłaszczyznowym stabilizatorem armaty, zmienionymi karabinami maszynowymi na KWPT o lepszych parametrach balistycznych, dodanym aktywnym systemem obserwacji w podczerwieni oraz systemem ochrony przed bronią ABC, w 1963 roku T-10M zostają wyposażone w system głębokiego brodzenia OPVT z chrapami, a w 1967 roku otrzymują amunicję podkalibrową i kumulacyjną[3]
- T-10MK (Obiekt 272K) (1959 – 1964) – wersja dowódcza T-10M[3]
- Obiekt 268 (1959) – prototyp ciężkiego niszczyciela czołgów oparty na podwoziu T-10, był uzbrojony w armatę M-64 kal. 152 mm, prototyp pojazdu znajduje się w Muzeum Czołgów w Kubince[4]

Wielkość produkcji nie jest dokładnie znana – szacuje się, że po II wojnie światowej w Związku Radzieckim wyprodukowano około 6000 czołgów ciężkich, większość z nich stanowiły IS-2, IS-3, IS-4 i T-10.

### Użytkownicy
- Osetia Południowa - Wycofane w 1995 roku.
- Rosja
- ZSRR

Prawdopodobni
- Egipt
- Syria